# Pęczelice

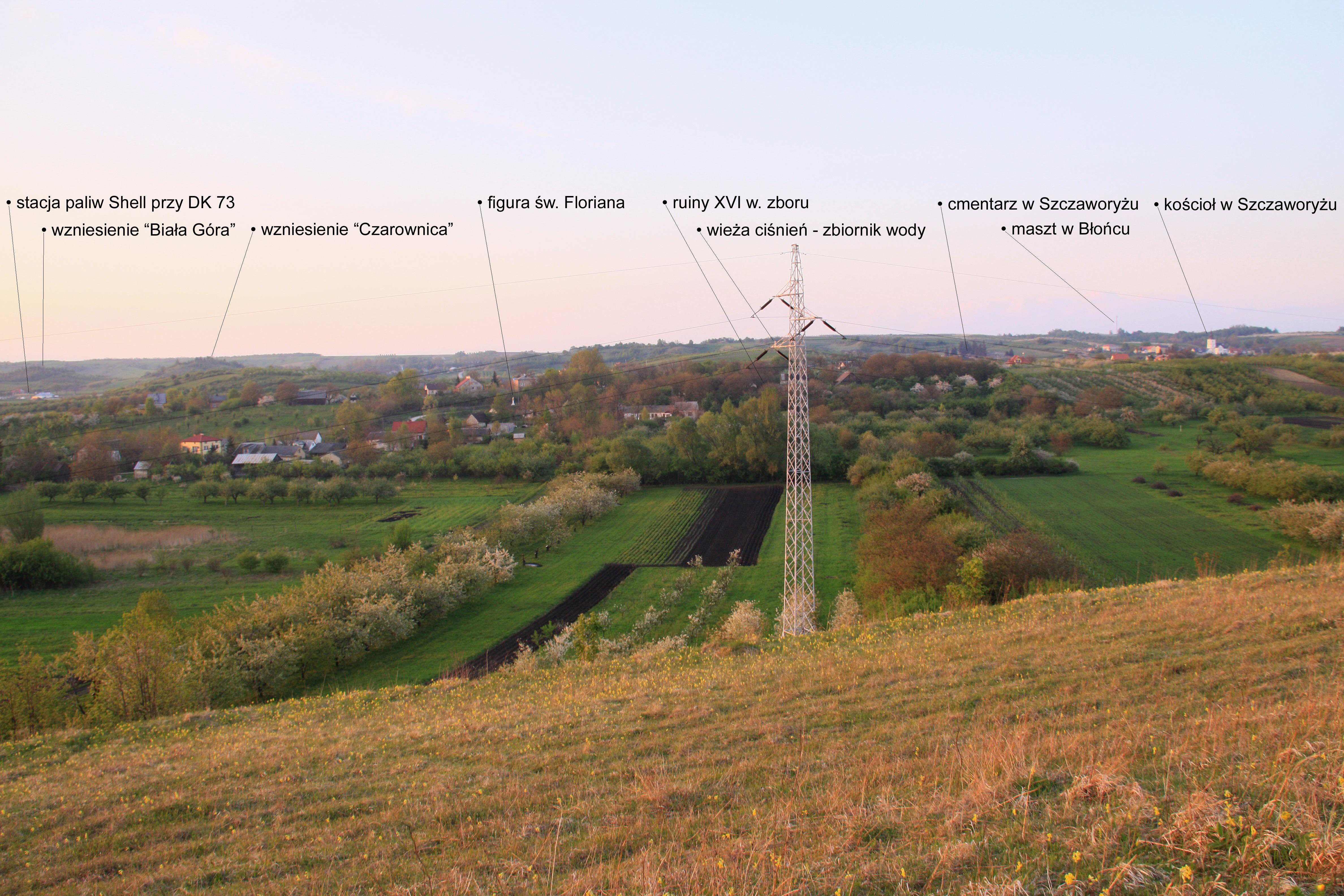
Panorama wsi i okolicy z Ostrej Góry

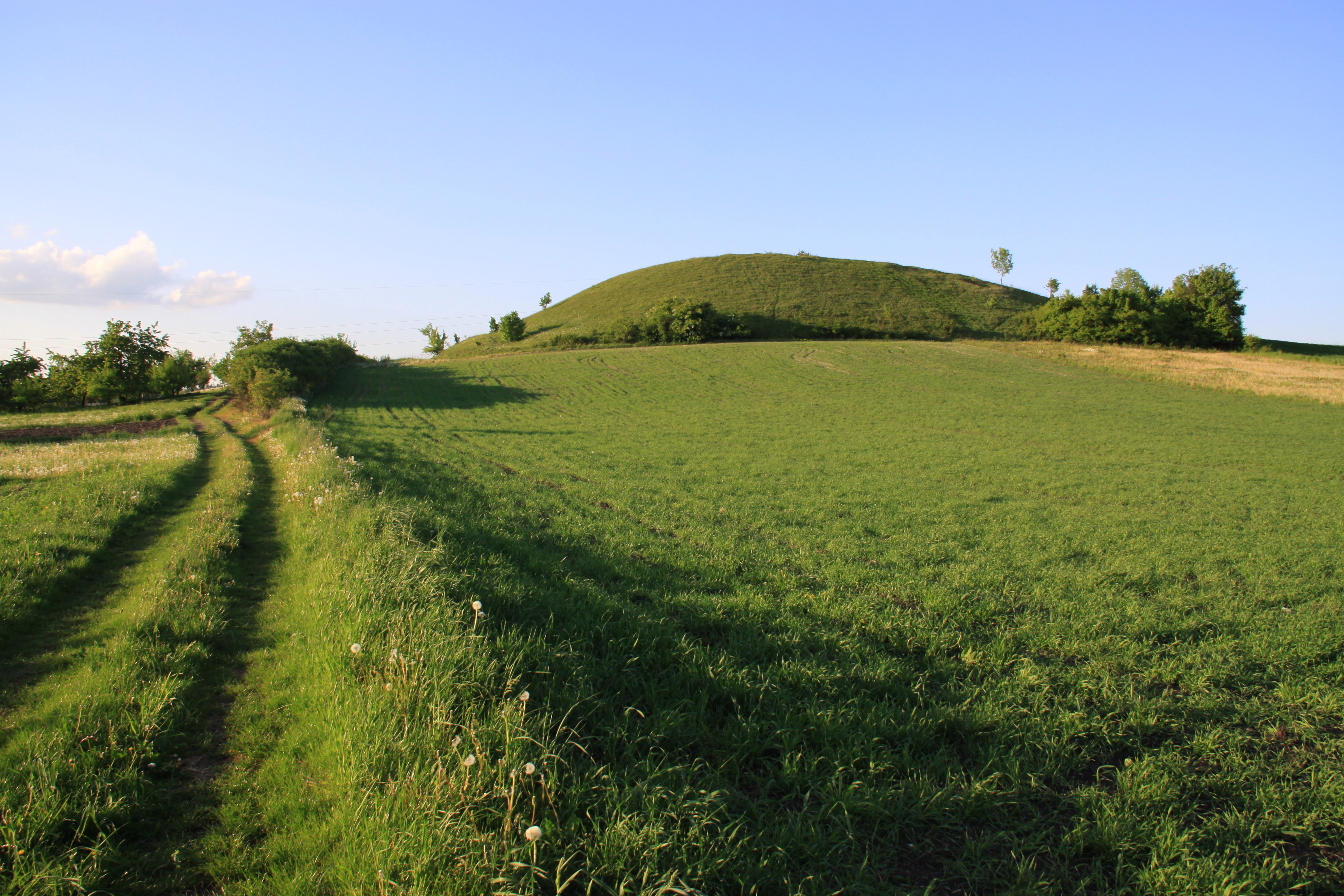
Ostra góra

Pęczelice – wieś w Polsce, położona w województwie świętokrzyskim, w powiecie buskim, w gminie Busko-Zdrój.
W latach 1975–1998 miejscowość administracyjnie należała do województwa kieleckiego.
Przez wieś przechodzi  czerwony szlak turystyczny z Buska-Zdroju do miejscowości Solec-Zdrój.

## Integralne części wsi
| SIMC    | Nazwa          | Rodzaj    |
| ------- | -------------- | --------- |
| 0232450 | Koral          | część wsi |
| 0232466 | Markówka       | część wsi |
| 0232472 | Nowa-Pęczelice | część wsi |
| 0232489 | Podkapturów    | część wsi |
| 0232495 | Zakupniki      | część wsi |
| 0232503 | Żalówka        | część wsi |

## Historia
Według regestru poborów z 1579 należała ona do Stanisława Gnoińskiego. Był on arianinem. Wybudował we wsi zbór, który kolejni właściciele majątku adaptowali na spichlerz, lamus. Funkcję tę pełnił on aż do początków XX w. Z budynku do dziś zachowały się tylko wysokie piwnice, dwie izby ze śladami sklepienia kolebkowego i fragment późnorenesansowego obramienia okiennego.
W pierwszej połowie XIX w. właścicielem tutejszego folwarku był pułkownik Wojciech Dobiecki. Po uwłaszczeniu chłopów jego syn, Napoleon Dobiecki, sprzedał podupadające gospodarstwo Aleksandrowi Kuczkowskiemu.
Obecnie duży obszar pól wokół do wsi zajmują sady, których uprawę w tej okolicy zapoczątkowali już w XVI w. Bracia polscy. We wsi, pod skarpą u podnóża figury św. Floriana, bije źródło, dając początek strumykowi zwanemu przez miejscowych Strugą, uchodzącemu do Maskalisu.
Około 500 m. na południe od centrum wsi znajduje się strome wzniesienie zwane Ostrą Górą (263 m n.p.m.). Ta ciekawa forma geologiczna będąca jedną z kulminacji Garbu Wójczańsko-Pińczowskiego, o względnej wysokości ok. 40 m., jest starym mezozoicznym zrębem odsłaniającym się spod osadów trzeciorzędu.
Wspomina o niej ks. Jan Wiśniewski w książce „Historyczny opis kościołów, miast, zabytków i pamiątek w Stopnickiem” pisząc: „Podczas mojej podróży historycznej w 1923 roku po dawnym dekanacie stopnickim z Dobrowody gdziem nocował, jechałem na mszę św. do Szczaworyża i pod tą wsią (Pęczelicami) przejeżdżałem obok wyniosłego wzgórza, które wzbudziło moją uwagę. Zowie się Ostra Góra. Przed kilkunastu laty geometra pracujący w okolicy, kazał na szczycie wkopać słupek. Wówczas natrafiono na sklepienie, które gdy przebito znaleziono tam grób, w którym było 12 trumien, mających kształt człowieka. Naturalnie – wandalska ręka dziczy musiała szukać skarbów i poniszczyć pamiątki. Gdym wszedł na szczyt góry, ujrzałem zawaloną rumowiskiem piwnicę, lecz trumien nie widziałem”.
Nieco dalej dodaje, iż będąc w pobliskich Żernikach Górnych w rozmowie z mieszkańcami dowiedział się, że mógł to być grób Arian.
Do 1954 istniała gmina Pęczelice. W latach 1975–1998 miejscowość administracyjnie należała do województwa kieleckiego. We wsi prowadzone jest gospodarstwo agroturystyczne.

## Zabytki
- Zabytkowy zbór ariański w Pęczelicach